# Україна на Європейських іграх 2015
Станом на 3 червня 2015 року національна збірна команда України отримала більше 250 ліцензій для участі в І-их Європейських іграх в Баку. За рішенням НОК України на перших Європейських іграх у Баку Україну представлятимуть 242 спортсмени у 32 видах та підвидах спорту 19 спортивних федерацій, зокрема 3 спортсмени з обмеженими можливостями. У тому числі у таких видах як: шосейний велоспорт, гірський велосипед, велокрос БМХ, тріатлон, веслування на байдарках і каное, водне поло, плавання, синхронне плавання, стрибки у воду, стрибки на батуті, художня гімнастика, спортивна гімнастика, спортивна аеробіка, спортивна акробатика, фехтування, кульова стрільба, стендова стрільба, стрільба з лука, бокс, карате-до, тхеквондо, греко-римська боротьба, вільна боротьба, зокрема жіноча боротьба, самбо, дзюдо, зокрема пара-дзюдо, настільний теніс, бадмінтон, баскетбол 3x3, пляжний волейбол та пляжний футбол. Винятком є волейбол у приміщеннях, а також легка атлетика, змагання з якої на турнірі являють собою непрестижний командний чемпіонат Європи з легкої атлетики у 3-ому дивізіоні, де виступає команда господарів та інші слабкі збірні континенту, до яких Україна не належить.
Див. також:
- Список українських спортсменів — переможців Європейських ігор

- Список українських спортсменів — призерів Європейських ігор

- Список українських спортсменів — учасників Європейських ігор

## Медалісти
| Медаль | Спортсмен | Вид спорту           | Дисципліна                                  | Дата      |
| ------ | --- | -------------------- | ------------------------------------------- | --------- |
| Золото | Аліна Стадник-Махиня | Стрільба з лука      | Жіноча боротьба у категорії до 69 кг        | 15 червня |
| Золото | Віктор Рубан, Маркіян Івашко та Георгій Іваницький                                                                                 | Стрільба з лука      | стрільба з лука, Командна першість          | 18 червня |
| Золото | Олег Верняєв | Спортивна гімнастика | Індивідуальне багатоборство                 | 18 червня |
| Золото | Олег Верняєв | Спортивна гімнастика | Опорний стрибок                             | 19 червня |
| Золото | Андрій Хлопцов | Плавання             | плавання, батерфляєм на 50 метрів           | 23 червня |
| Золото | Андрій Ягодка | Фехтування           | фехтування на саблях                        | 23 червня |
| Золото | Інна Черняк | Дзюдо                | дзюдо з порушенням зору                     | 26 червня |
| Золото | Ольга Харлан,Олена Кравецька, Аліна Комащук, Ольга Жовнір                                                                          | Фехтування           | фехтування на саблях, командний залік       | 27 червня |
| Срібло | Дімітрій Тімченко | Боротьба             | Греко-римська боротьба до 98 кг             | 13 червня |
| Срібло | Жан Беленюк | Боротьба             | Греко-римська боротьба до 85 кг             | 14 червня |
| Срібло | Олег Верняєв, Ігор Радівілов, Микита Єрмак                                                                                         | Спортивна гімнастика | Командна першість                           | 15 червня |
| Срібло | Тетяна Лавренчук | Боротьба             | Вільна боротьба до 58 кг                    | 17 червня |
| Срібло | Юлія Ткач | Боротьба             | Вільна боротьба до 63 кг                    | 17 червня |
| Срібло | Ганна Соловей | Велоперегони         | Індивідуальна гонка з роздільним стартом.   | 18 червня |
| Срібло | Андрій Гривко | Велоперегони         | велоспорт-шосе                              | 21 червня |
| Срібло | Олена Дмитраш, Анастасія Возняк, Олександра Грідасова, Валерія Гудим, Євгенія Гомон                                                | Художня гімнастика   | Груповий виступ                             | 21 червня |
| Срібло | Ганна Різатдінова | Художня гімнастика   | вправа з булавою                            | 21 червня |
| Срібло | Ганна Різатдінова | Художня гімнастика   | вправа з м'ячем                             | 21 червня |
| Срібло | Олена Сайко | Самбо                | категорія до 63 кг                          | 22 червня |
| Срібло | Олександр Поминов | Дзюдо                | дзюдо з порушенням зору, категорія +90 кг   | 26 червня |
| Срібло | Христина Мацько, Вікторія Позюк, Ганна Зарицька, Ольга Мазніченко                                                                  | Баскетбол            | баскетбол 3х3                               | 26 червня |
| Срібло | Геворг Манукян | Бокс                 | категорія до 91 кг                          | 27 червня |
| Бронза | Дмитро Пишков | Боротьба             | Греко-римська боротьба до 75 кг             | 14 червня |
| Бронза | Яна Нарєжна та Єлізавета Яхно | Синхронне плавання   | Синхронне плавання в парах                  | 15 червня |
| Бронза | Валерія Апрелєва, Валерія Бережна, Вероніка Гришко, Гана Есипова, Яна Нарєжна, Аліна Шинкаренко, Катерина Ткаченко, Єлізавета Яхно | Синхронне плавання   | командний залік                             | 16 червня |
| Бронза | Валерія Апрелєва, Валерія Бережна, Вероніка Гришко, Гана Есипова, Яна Нарєжна, Аліна Шинкаренко, Катерина Ткаченко, Єлізавета Яхно | Синхронне плавання   | вільна програма                             | 16 червня |
| Бронза | Марія Повх та Анастасія Тодорова                                                                                                   | Веслування           | Веслування на байдарках-двійках             | 16 червня |
| Бронза | Валерій Андрійцев | Боротьба             | Греко-римська боротьба до 97 кг             | 17 червня |
| Бронза | Георгій Іваницький та Лідія Січенікова                                                                                             | Стрільба з лука      | Стрільба з лука, змішане змагання           | 17 червня |
| Бронза | Василь Шуптар | Боротьба             | Греко-римська боротьба до 61 кг             | 18 червня |
| Бронза | Вероніка Марченко, Анастасія Павлова та Лідія Січенікова                                                                           | Боротьба             | стрільба з лука, Командна першість          | 18 червня |
| Бронза | Лей Коу | Теніс                | настільний теніс                            | 19 червня |
| Бронза | Діана Шелестюк | Стрибки у воду       | стрибки у воду, 1 м трамплін                | 19 червня |
| Бронза | Діана Шелестюк та Маргарита Джусова                                                                                                | Стрибки у воду       | стрибки у воду, 3 м трамплін                | 20 червня |
| Бронза | Олена Дмитраш, Анастасія Возняк, Олександра Грідасова, Валерія Гудим, Євгенія Гомон                                                | Художня гімнастика   | Груповий виступ                             | 21 червня |
| Бронза | Размік Тоноян | Самбо                | категорія до 57 кг                          | 22 червня |
| Бронза | Марина Колеснікова | Плавання             | заплив на 200 м на спині                    | 24 червня |
| Бронза | Олександр Хижняк | Бокс                 | бокс, категорія до 81 кг                    | 24 червня |
| Бронза | Дмитро Замотаєв | Бокс                 | бокс, категорія до 49 кг                    | 24 червня |
| Бронза | Віктор Петров | Бокс                 | бокс, категорія до 64 кг                    | 25 червня |
| Бронза | Ярослав Самофалов | Бокс                 | бокс, категорія до 69 кг                    | 26 червня |
| Бронза | Наталія Ніколайчук | дзюдо                | дзюдо з порушенням зору, категорія до 57 кг | 26 червня |
| Бронза | Андрій Хлопцов | Плавання             | плавання, 50 м батерфляєм                   | 26 червня |
| Бронза | Світлана Ярьомка | Дзюдо                | дзюдо, категорія до 78 кг                   | 27 червня |
| Бронза | Яків Хаммо | Дзюдо                | дзюдо, категорія + 100 кг                   | 27 червня |
| Бронза | Яків Хаммо, Георгій Зантарая, Сергій Дребот, Артем Хомулов, Віталій Дудчик, Кеджау Ньябалі, Олександр Гордієнко, Вадим Синявський  | Дзюдо                | командна першість                           | 28 червня |

## Бокс
Чоловіки
| Спортсмен          | Вагова категорія | Раунд 1/32                     | Раунд 1/16                      | Чвертьфінал                 | Півфінал                              | Фінал                           | Фінал |
| Спортсмен          | Вагова категорія | Суперник Результат             | Суперник Результат              | Суперник Результат          | Суперник Результат                    | Суперник Результат              | Місце |
| ------------------ | ---------------- | ------------------------------ | ------------------------------- | --------------------------- | ------------------------------------- | ------------------------------- | ----- |
| Дмитро Замотаєв    | До 49 кг         | Н/Д                            | Н/Д                             | Серж Неуман Перемога 3-0    | Брендон Ірвін Поразка 0-3             | Не проходить                    |       |
| Ігор Сопінський    | До 52 кг         | Н/Д                            | Хамза Тоуба Поразка 0-3         | Не проходить                | Не проходить                          | Не проходить                    |       |
| Юрій Шестак        | До 56 кг         | Ріккардо Д'андреа Поразка 1-2  | Не проходить                    | Не проходить                | Не проходить                          | Не проходить                    |       |
| Тімур Беляк        | До 60 кг         | Сін Маккомб Поразка 0-3        | Не проходить                    | Не проходить                | Не проходить                          | Не проходить                    |       |
| Віктор Петров      | До 64 кг         | Айрін Ісметов Перемога 3-0     | Ховханеш Башков Перемога 3-0    | Кларенс Гоєрам Перемога 2-1 | Лоренсо Сотомайор Поразка 0-3         | Не проходить                    |       |
| Ярослав Самосфалов | До 69 кг         | Матеус Костецкі Перемога 3-0   | Сімоне Шамов Перемога 3-0       | Гела Абашідзе Перемога 2-1  | Олександр Безпутін Поразка 0-3        | Не проходить                    |       |
| Владислав Войталюк | До 75 кг         | Леон Шартуа Перемога 3-0       | Золтан Харча Поразка 0-3        | Не проходить                | Не проходить                          | Не проходить                    |       |
| Олександр Хижняк   | До 81 кг         | Н/Д                            | Радослав Панталєєв Перемога 2-1 | Арменд Ксоксай Перемога 2-1 | Валентіно Манфредонія Поразка 1-2     | Не проходить                    |       |
| Геворг Манукан     | До 91 кг         | Давід Хозек Перемога 3-0       | Крістіан Дімітров Перемога 3-0  | Даррен О'Нілл Перемога 2-1  | Філіпі Джозіп Бепо Перемога TKO1 2:48 | Абдулкадир Абдуллаєв Поразка WO | 2     |
| Владислав Сіренко  | До 75 кг         | Мікхаель Бакхтідзе Поразка 0-3 | Не проходить                    | Не проходить                | Не проходить                          | Не проходить                    |       |

Жінки
| Спортсмен       | Вагова категорія | Раунд 1/32         | Раунд 1/16                   | Чвертьфінал               | Півфінал           | Фінал              | Фінал |
| Спортсмен       | Вагова категорія | Суперник Результат | Суперник Результат           | Суперник Результат        | Суперник Результат | Суперник Результат | Місце |
| --------------- | ---------------- | ------------------ | ---------------------------- | ------------------------- | ------------------ | ------------------ | ----- |
| Тетяна Коб      | До 48-51 кг      | Н/Д                | Еліф Коскун Поразка 1-2      | Не проходить              | Не проходить       | Не проходить       |       |
| Катерина Шамбір | До 69-75 кг      | Н/Д                | Франческа Амато Перемога 2-1 | Нушка Фонтейн Поразка 0-3 | Не проходить       | Не проходить       |       |

## Боротьба
Чоловіки
Вільна боротьба
| Спортсмен              | Категорія | Кваліфікація                    | 1/8 фіналу                       | Чвертьфінал                      | Втішний поєдинок           | Півфінал                       | Фінал                           | Фінал |
| Спортсмен              | Категорія | Суперник Результат              | Суперник Результат               | Суперник Результат               | Суперник Результат         | Суперник Результат             | Суперник Результат              | Місце |
| ---------------------- | --------- | ------------------------------- | -------------------------------- | -------------------------------- | -------------------------- | ------------------------------ | ------------------------------- | ----- |
| Тарас Маркович         | 57 кг     | Н/Д                             | Віктор Лебедєв Поразка 0-4ST     | Н/Д                              | Сезар Акгул Поразка 1-3PP  | Вибув зі змагань               | Вибув зі змагань                | 9     |
| Василь Шуптар          | 61 кг     | Н/Д                             | Бека Ломтадзе Поразка 1-4SP      | Н/Д                              | Іван Гвідеа Перемога 3PP-1 | Н/Д                            | Радослав Веліков Перемога 4ST-0 |       |
| Андрій Квятковський    | 65 кг     | Азамат Нарюкау Поразка 1-3PP    | Вибув зі змагань                 | Вибув зі змагань                 | Вибув зі змагань           | Вибув зі змагань               | Вибув зі змагань                | 17    |
| Олексій Мельник        | 70 кг     | Н/Д                             | Юрій Поляк Перемога 4ST-0        | Давід Тлашадзе Поразка 1-3PP     | Вибув зі змагань           | Вибув зі змагань               | Вибув зі змагань                | 7     |
| Рустам Дудаєв          | 74 кг     | Джумбер Квеашвілі Поразка 0-5VT | Вибув зі змагань                 | Вибув зі змагань                 | Вибув зі змагань           | Вибув зі змагань               | Вибув зі змагань                | 16    |
| Дмитро Рочняк          | 86 кг     | Міхаель Кауфман Перемога 3PP-1  | Сандро Амінашвілі Поразка 1-3PP  | Вибув зі змагань                 | Вибув зі змагань           | Вибув зі змагань               | Вибув зі змагань                | 11    |
| Валерій Андрійцев      | 97 кг     | Н/Д                             | Мікхаел Тсіковані Перемога 4ST-0 | Ібрагім Болукваші Перемога 3PP-1 | Н/Д                        | Елізбар Одікадзе Поразка 1-3PP | Джозеф Яловіар Перемога 4ST-0   |       |
| Олександр Хоцянівський | 125 кг    | Н/Д                             | Чіну Перемога 4ST-0              | Гено Петріашвілі Поразка 0-4ST   | Вибув зі змагань           | Вибув зі змагань               | Вибув зі змагань                | 9     |

Греко-римська боротьба
| Спортсмен         | Категорія | Кваліфікація                     | 1/8 фіналу                         | Чвертьфінал                     | Втішний поєдинок                  | Півфінал                          | Фінал                             | Фінал |
| Спортсмен         | Категорія | Суперник Результат               | Суперник Результат                 | Суперник Результат              | Суперник Результат                | Суперник Результат                | Суперник Результат                | Місце |
| ----------------- | --------- | -------------------------------- | ---------------------------------- | ------------------------------- | --------------------------------- | --------------------------------- | --------------------------------- | ----- |
| Дмитро Косенок    | 59 кг     | Сослан Дауров Поразка 0-4ST      | Н/Д                                | Н/Д                             | Тарік Белмадані Поразка 0-4ST     | Не проходить                      | Не проходить                      | 24    |
| Денис Дем'янков   | 66 кг     | Теро Вялімякі Перемога 3PP-1     | Крістіан Ягер Перемога 3PP-1       | Матіаш Массаш Перемога 3PO-0    | Н/Д                               | Артем Сурков Поразка 0-3PO        | Іштван Леваї Поразка 1-3PP        | 5     |
| Микола Савченко   | 71 кг     | Н/Д                              | Даніель Рудковський Перемога 4ST-0 | Свілен Костадінов Поразка 1-3PP | Не проходить                      | Не проходить                      | Не проходить                      | 7     |
| Дмитро Пишков     | 75 кг     | Петрос Маноулідіс Перемога 4ST-0 | Невен Жугай Перемога 3PP-1         | Марк Мадсен Перемога 3PP-1      | Н/Д                               | Віктор Немеш Поразка 1-3PP        | Паскаль Ейселе Перемога 3PP-1     |       |
| Олександр Шишман  | 80 кг     | Н/Д                              | Євген Салєєв Поразка 0-3PO         | Н/Д                             | Юліус Матезевічіус Перемога 3PP-1 | Н/Д                               | Віктор Сосуновський Поразка 0-3PO | 5     |
| Жан Беленюк       | 85 кг     | Деян Франковіч Перемога 4ST-0    | Аттіла Тамаш Перемога 3PO-0        | Метехан Басар Перемога 3PP-1    | Н/Д                               | Максим Манукян Перемога 4SP-1     | Давит Чекветадзе Поразка 1-3PP    | 2     |
| Дімітрій Тімченко | 98 кг     | Н/Д                              | Лаократіс Кессідіс Перемога 3PO-0  | Мелонін Ноумонві Перемога 3PO-0 | Н/Д                               | Тимофій Дейниченко Перемога 3PP-1 | Іслам Магомедов Поразка 0-3PO     | 2     |
| Микола Кучмій     | 130 кг    | Н/Д                              | Сабахі Схаріаті Поразка 0-4ST      | Н/Д                             | Якоб Каджая Поразка 1-3PP         | Не проходить                      | Не проходить                      | 9     |

## Гімнастика

### Спортивна гімнастика
Спортсменів — 6
| Спортсмен      | Змагання           | Фінал         | Фінал  | Фінал  | Фінал           | Фінал            | Фінал       | Фінал   | Фінал |
| Спортсмен      | Змагання           | Вільні вправи | Кінь   | Кільця | Опорний стрибок | Паралельні бруси | Перекладина | Загалом | Місце |
| -------------- | ------------------ | ------------- | ------ | ------ | --------------- | ---------------- | ----------- | ------- | ----- |
| Олег Верняєв   | Командна першість  | 15.100        | 14.700 | 15.200 | 15.466          | 15.666           | 15.400      | Н/Д     | Н/Д   |
| Микита Єрмак   | Командна першість  | 14.466        | 13.566 | Н/Д    | Н/Д             | 13.300           | 13.733      | Н/Д     | Н/Д   |
| Ігор Радівілов | Командна першість  | Н/Д           | Н/Д    | 15.566 | 15.266          | Н/Д              | Н/Д         | Н/Д     | Н/Д   |
| Загалом        | Командна першість  | 29.566        | 28.266 | 30.766 | 30.732          | 28.966           | 29.133      | 177.429 | 2     |
| Олег Верняєв   | Абсолютна першість | 14.533        | 15.900 | 14.900 | 15.300          | 14.933           | 14.766      | 90.332  | 1     |
| Олег Верняєв   | Вільні вправи      | 14.233        | Н/Д    | Н/Д    | Н/Д             | Н/Д              | Н/Д         | 14.233  | 6     |
| Олег Верняєв   | Кінь               | Н/Д           | 13.833 | Н/Д    | Н/Д             | Н/Д              | Н/Д         | 13.833  | 5     |
| Олег Верняєв   | Опорний стрибок    | Н/Д           | Н/Д    | Н/Д    | 15.266          | Н/Д              | Н/Д         | 15.266  | 1     |
| Олег Верняєв   | Паралельні бруси   | Н/Д           | Н/Д    | Н/Д    | Н/Д             | 14.633           | Н/Д         | 14.633  | 5     |
| Олег Верняєв   | Перекладина        | Н/Д           | Н/Д    | Н/Д    | Н/Д             | Н/Д              | 14.900      | 14.900  | 5     |
| Ігор Радівілов | Кільця             | Н/Д           | Н/Д    | 13.866 | Н/Д             | Н/Д              | Н/Д         | 13.866  | 6     |

| Спортсмен        | Змагання           | Фінал         | Фінал  | Фінал             | Фінал           | Фінал   | Фінал |
| Спортсмен        | Змагання           | Вільні вправи | Колода | Різновисокі бруси | Опорний стрибок | Загалом | Місце |
| ---------------- | ------------------ | ------------- | ------ | ----------------- | --------------- | ------- | ----- |
| Ангеліна Кисла   | Командна першість  | 11.700        | Н/Д    | 13.566            | 13.733          | Н/Д     | Н/Д   |
| Яна Федорова     | Командна першість  | 11.233        | 11.700 | Н/Д               | Н/Д             | Н/Д     | Н/Д   |
| Крістіна Санкова | Командна першість  | Н/Д           | 12.100 | 10.566            | 14.100          | Н/Д     | Н/Д   |
| Загалом          | Командна першість  | 22.933        | 23.800 | 24.132            | 27.833          | 98.698  | 14    |
| Ангеліна Кисла   | Абсолютна першість | 11.666        | 12.633 | 12.666            | 13.666          | 50.631  | 14    |

## Карате
Спортсменів — 3
Чоловіки
| Спортсмен      | Змагання | Груповий етап        | Груповий етап          | Груповий етап        | Груповий етап | Півфінал           | Фінал / Бій за третє місце | Місце           |
| Спортсмен      | Змагання | Суперник Результат   | Суперник Результат     | Суперник Результат   | Місце         | Суперник Результат | Суперник Результат         | Місце           |
| -------------- | -------- | -------------------- | ---------------------- | -------------------- | ------------- | ------------------ | -------------------------- | --------------- |
| Ілля Нікулін   | до 75кг  | Рафаель Агаєв П 0-3  | Русланс Садіковс Н 1-1 | Ерман Ельткмур П 0-4 | 4             | Завершив виступ    | Завершив виступ            | Завершив виступ |
| Ярослав Горуна | до 84кг  | Кеній Грілльон В 1-0 | Айхан Маммаєв П 3-6    | Георгіос Цанос П 0-8 | 3             | Завершив виступ    | Завершив виступ            | Завершив виступ |

Жінки
| Спортсмен      | Змагання | Груповий етап          | Груповий етап      | Груповий етап          | Груповий етап | Півфінал            | Фінал / Бій за третє місце | Місце |
| Спортсмен      | Змагання | Суперник Результат     | Суперник Результат | Суперник Результат     | Місце         | Суперник Результат  | Суперник Результат         | Місце |
| -------------- | -------- | ---------------------- | ------------------ | ---------------------- | ------------- | ------------------- | -------------------------- | ----- |
| Катерина Крива | до 50кг  | Александра Рекія Н 0-0 | Дайгу Бугур В 1-0  | Марія Кулінковіч Н 0-0 | 2             | Сепар Озчелік П 0-0 | Александра Рекія П 0-0     | 4     |

## Настільний теніс
Чоловіки
| Спортсмен                            | Дисципліна       | Раунд 1                                            | Раунд 2                                                   | Раунд 3                                           | Чвертьфінали                                   | Півфінали                                            | Фінал                                               | Фінал |
| Спортсмен                            | Дисципліна       | Суперник Результат                                 | Суперник Результат                                        | Суперник Результат                                | Суперник Результат                             | Суперник Результат                                   | Суперник Результат                                  | Місце |
| ------------------------------------ | ---------------- | -------------------------------------------------- | --------------------------------------------------------- | ------------------------------------------------- | ---------------------------------------------- | ---------------------------------------------------- | --------------------------------------------------- | ----- |
| Іван Катков                          | Одиночний розряд | Боян Токіч Поразка 5-11 3-11 3-11 7-11             | Не пройшов                                                | Не пройшов                                        | Не пройшов                                     | Не пройшов                                           | Не пройшов                                          | 47-33 |
| Коу Лей                              | Одиночний розряд | Констянтин Ціоті Перемога 9-11 11-8 11-5 11-9 11-8 | Панагіотіс Ціоніс Перемога 11-6 411 7-11 11-7 13-11 12-10 | Стефен Фегерль Перемога 11-7 5-11 11-9 14-12 11-9 | Ліам Пічфорд Перемога 11-8 11-6 11-6 9-11 11-8 | Владімір Самсонов Поразка 12-10 10-12 4-11 8-11 4-11 | Пол Дрікхол Перемога 5-11 11-7 11-7 11-5 5-11 22-20 |       |
| Іван Катков Коу Лей Ярослав Жмуденко | Командний розряд | Н/Д                                                | Н/Д                                                       | Швеція Поразка 0-3                                | Не пройшов                                     | Не пройшов                                           | Не пройшов                                          | 16-9  |

## Плавання
Спортсменів — 19
Чоловіки
| Спортсмен                                                               | Дисципліна                             | Попередній заплив | Попередній заплив | Півфінал        | Півфінал        | Фінал            | Фінал            |
| Спортсмен                                                               | Дисципліна                             | Час               | Місце             | Час             | Місце           | Час              | Місце            |
| ----------------------------------------------------------------------- | -------------------------------------- | ----------------- | ----------------- | --------------- | --------------- | ---------------- | ---------------- |
| Іван Адамович                                                           | 200 метрів батерфляєм                  | 2:04.53           | 20                | Завершив виступ | Завершив виступ | Завершив виступ  | Завершив виступ  |
| Іван Денисенко                                                          | 50 метрів вільним стилем               | 23.59             | 22                | Завершив виступ | Завершив виступ | Завершив виступ  | Завершив виступ  |
| Іван Денисенко                                                          | 100 метрів вільним стилем              | 51.71             | 32                | Завершив виступ | Завершив виступ | Завершив виступ  | Завершив виступ  |
| Кирило Гарашченко                                                       | 400 метрів вільним стилем              | 3:58.12           | 20                | Н/Д             | Н/Д             | Завершив виступ  | Завершив виступ  |
| Кирило Гарашченко                                                       | 800 метрів вільним стилем              | Н/Д               | Н/Д               | Н/Д             | Н/Д             | 8:23.80          | 20               |
| Андрій Хлопцов                                                          | 50 метрів батерфляєм                   | 24.29             | 5 Q               | 23.90           | 1 Q             | 23.92            | 1                |
| Андрій Хлопцов                                                          | 50 метрів на спині                     | 26.02             | 4 Q               | 25.84           | 3 Q             | 25.71            | 3                |
| Назарій Косило                                                          | 100 метрів батерфляєм                  | 58.02             | 50                | Завершив виступ | Завершив виступ | Завершив виступ  | Завершив виступ  |
| Назарій Косило                                                          | 200 метрів батерфляєм                  | 2:08.62           | 30                | Завершив виступ | Завершив виступ | Завершив виступ  | Завершив виступ  |
| Євген Куркін                                                            | 50 метрів брасом                       | 28.65             | 9 Q               | 28.53           | 8 Q             | 28.74            | 8                |
| Євген Куркін                                                            | 100 метрів брасом                      | 1:04.77           | 25                | Завершив виступ | Завершив виступ | Завершив виступ  | Завершив виступ  |
| Євген Куркін                                                            | 200 метрів брасом                      | 2:26.39           | 31                | Завершив виступ | Завершив виступ | Завершив виступ  | Завершив виступ  |
| Денис Мартинюк                                                          | 200 метрів на спині                    | 2:14.19           | 37                | Завершив виступ | Завершив виступ | Завершив виступ  | Завершив виступ  |
| Денис Мартинюк                                                          | 200 метрів батерфляєм                  | 2:07.16           | 26                | Завершив виступ | Завершив виступ | Завершив виступ  | Завершив виступ  |
| Денис Мартинюк                                                          | 400 метрів косплексним плаванням       | 4:43.43           | 42                | Завершив виступ | Завершив виступ | Завершив виступ  | Завершив виступ  |
| В'ячеслав Огньов                                                        | 50 метрів вільним стилем               | 23.73             | 28                | Завершив виступ | Завершив виступ | Завершив виступ  | Завершив виступ  |
| В'ячеслав Огньов                                                        | 100 метрів вільним стилем              | 51.05             | 13 Q              | 51.03           | 10              | Завершив виступ  | Завершив виступ  |
| В'ячеслав Огньов                                                        | 200 метрів вільним стилем              | 1:55.09           | 39                | Завершив виступ | Завершив виступ | Завершив виступ  | Завершив виступ  |
| Владислав Перепелиця                                                    | 50 метрів вільним стилем               | 23.68             | 27                | Завершив виступ | Завершив виступ | Завершив виступ  | Завершив виступ  |
| Владислав Перепелиця                                                    | 100 метрів вільним стилем              | 51.41             | 24                | Завершив виступ | Завершив виступ | Завершив виступ  | Завершив виступ  |
| Ілля Підвальний                                                         | 100 метрів батерфляєм                  | 55.91             | 22                | Завершив виступ | Завершив виступ | Завершив виступ  | Завершив виступ  |
| Ілля Підвальний                                                         | 200 метрів комплексним плаванням       | 2:11.74           | 41                | Завершив виступ | Завершив виступ | Завершив виступ  | Завершив виступ  |
| Ігор Проскура                                                           | 50 метрів брасом                       | 30.33             | 36                | Завершив виступ | Завершив виступ | Завершив виступ  | Завершив виступ  |
| Ігор Проскура                                                           | 100 метрів брасом                      | 1:06.03           | 34                | Завершив виступ | Завершив виступ | Завершив виступ  | Завершив виступ  |
| Ігор Проскура                                                           | 200 метрів брасом                      | 2:21.99           | 26                | Завершив виступ | Завершив виступ | Завершив виступ  | Завершив виступ  |
| Ігор Проскура                                                           | 400 метрів комплексним плаванням       | 4:45.30           | 44                | Н/Д             | Н/Д             | Завершив виступ  | Завершив виступ  |
| Дмитро Прожоха                                                          | 50 метрів батерфляєм                   | 24.61             | 12                | Завершив виступ | Завершив виступ | Завершив виступ  | Завершив виступ  |
| Дмитро Прожоха                                                          | 100 метрів батерфляєм                  | 56.37             | 33                | Завершив виступ | Завершив виступ | Завершив виступ  | Завершив виступ  |
| Дмитро Прожоха                                                          | 50 метрів на спині                     | 27.56             | 31                | Завершив виступ | Завершив виступ | Завершив виступ  | Завершив виступ  |
| Сергій Шевцов                                                           | 50 метрів батерфляєм                   | 24.35             | 6 Q               | 24.54           | 14              | Завершив виступ  | Завершив виступ  |
| Сергій Шевцов                                                           | 50 метрів вільним стилем               | 23.36             | 17 Q              | 23.49           | 15              | Завершив виступ  | Завершив виступ  |
| Сергій Шевцов                                                           | 100 метрів вільним стилем              | 50.81             | 5 Q               | 50.54           | 5 Q             | 50.32            | 5                |
| Владислав Перепелиця Іван Денисенко В'ячеслав Огньов Сергій Шевцов      | Естафета 4×100 м вільним стилем        | Н/Д               | Н/Д               | 3:21.52         | 1 Q             | 3:21.06          | 4                |
| Кирило Гарашченко Владислав Перепелиця Ілля Підвальний В'ячеслав Огньов | Естафета 4×200 м вільним стилем        | Н/Д               | Н/Д               | 7:44.67         | 11              | Завершили виступ | Завершили виступ |
| Андрій Хлопцов Євген Куркін Ілля Підвальний В'ячеслав Огньов            | Естафета 4×200 м комплексним плаванням | Н/Д               | Н/Д               | Не стартували   | Не стартували   | Завершили виступ | Завершили виступ |

Жінки
| Спортсмен                                                       | Дисципліна                             | Попередній заплив | Попередній заплив | Півфінал         | Півфінал         | Фінал            | Фінал            |
| Спортсмен                                                       | Дисципліна                             | Час               | Місце             | Час              | Місце            | Час              | Місце            |
| --------------------------------------------------------------- | -------------------------------------- | ----------------- | ----------------- | ---------------- | ---------------- | ---------------- | ---------------- |
| Маргарита Бокан                                                 | 50 метрів на спині                     | 30.08             | 12 Q              | 29.75            | 11               | Завершила виступ | Завершила виступ |
| Маргарита Бокан                                                 | 100 метрів на спині                    | 1:05.28           | 18                | Завершила виступ | Завершила виступ | Завершила виступ | Завершила виступ |
| Маргарита Бокан                                                 | 200 метрів на спині                    | 2:21.31           | 20                | Завершила виступ | Завершила виступ | Завершила виступ | Завершила виступ |
| Юлія Гніденко                                                   | 50 метрів брасом                       | 34.81             | 31                | Завершила виступ | Завершила виступ | Завершила виступ | Завершила виступ |
| Юлія Гніденко                                                   | 100 метрів брасом                      | 1:15.22           | 32                | Завершила виступ | Завершила виступ | Завершила виступ | Завершила виступ |
| Юлія Гніденко                                                   | 200 метрів брасом                      | 2:40.22           | 27                | Завершила виступ | Завершила виступ | Завершила виступ | Завершила виступ |
| Марина Колесникова                                              | 50 метрів на спині                     | 29.83             | 9 Q               | 29.72            | 10               | Завершила виступ | Завершила виступ |
| Марина Колесникова                                              | 100 метрів на спині                    | 1:02.59           | 4 Q               | 1:02.34          | 4 Q              | 1:02.25          | 4                |
| Марина Колесникова                                              | 200 метрів на спині                    | 2:16.51           | 5 Q               | 2:14.20          | 4 Q              | 2:11.91          | 3                |
| Тетяна Кудако                                                   | 50 метрів брасом                       | 35.56             | 33                | Завершила виступ | Завершила виступ | Завершила виступ | Завершила виступ |
| Тетяна Кудако                                                   | 100 метрів на спині                    | 1:12.07           | 39                | Завершила виступ | Завершила виступ | Завершила виступ | Завершила виступ |
| Тетяна Кудако                                                   | 200 метрів брасом                      | 2:39.24           | 23                | Завершила виступ | Завершила виступ | Завершила виступ | Завершила виступ |
| Тетяна Кудако                                                   | 200 метрів комплексним плаванням       | 2:26.19           | 31                | Завершила виступ | Завершила виступ | Завершила виступ | Завершила виступ |
| Тетяна Кудако                                                   | 400 метрів комплексним плаванням       | 5:16.70           | 20                | Н/Д              | Н/Д              | Завершила виступ | Завершила виступ |
| Владислава Мазницька                                            | 50 метрів на спині                     | 30.95             | 35                | Завершила виступ | Завершила виступ | Завершила виступ | Завершила виступ |
| Владислава Мазницька                                            | 100 метрів на спині                    | 1:05.64           | 22                | Завершила виступ | Завершила виступ | Завершила виступ | Завершила виступ |
| Владислава Мазницька                                            | 200 метрів на спині                    | 2:24.14           | 24                | Завершила виступ | Завершила виступ | Завершила виступ | Завершила виступ |
| Валерія Тимченко                                                | 200 метрів вільним стилем              | 2:11.03           | 50                | Завершила виступ | Завершила виступ | Завершила виступ | Завершила виступ |
| Валерія Тимченко                                                | 400 метрів вільним стилем              | 4:26.88           | 23                | Н/Д              | Н/Д              | Завершила виступ | Завершила виступ |
| Валерія Тимченко                                                | 800 метрів вільним стилем              | Н/Д               | Н/Д               | Н/Д              | Н/Д              | 9:07.82          | 14               |
| Марина Колесникова Юлія Гніденко Тетяна Кудако Валерія Тимченко | Естафета 4×200 м комплексним плаванням | Н/Д               | Н/Д               | 4:23.97          | 12               | Завершили виступ | Завершили виступ |

## Самбо
Чоловіки
| Спортсмен         | Категорія    | Чвертьфінал                  | Втішний поєдинок   | Півфінал                     | Фінал/ Матч за третє місце  | Фінал/ Матч за третє місце |
| Спортсмен         | Категорія    | Суперник Результат           | Суперник Результат | Суперник Результат           | Суперник Результат          | Місце                      |
| ----------------- | ------------ | ---------------------------- | ------------------ | ---------------------------- | --------------------------- | -------------------------- |
| Олексій Полтавцев | до 57 кг     | Уладчіслав Бурдз Поразка 0-4 | Завершив змагання  | Завершив змагання            | Завершив змагання           | Завершив змагання          |
| Дмитро Бабійчук   | до 74 кг     | Азамат Сідаков Поразка 1-3VP | Завершив змагання  | Завершив змагання            | Завершив змагання           | Завершив змагання          |
| Іван Васильчук    | до 90 кг     | Канан Гасімов Поразка 0-2    | Завершив змагання  | Завершив змагання            | Завершив змагання           | Завершив змагання          |
| Размік Тоноян     | понад 100 кг | Кевін Цекіч Перемога 4-0     | Н/Д                | Васіф Сафарбайов Поразка 0-2 | Байро Машовікй Перемога 4-0 | 3                          |

## Стрибки у воду
Спортсменів — 8
| Спортсмени                         | Змагання                     | Відбір    | Відбір | Фінал           | Місце           |
| Спортсмени                         | Змагання                     | Результат | Місце  | Результат       | Місце           |
| ---------------------------------- | ---------------------------- | --------- | ------ | --------------- | --------------- |
| Микита Кривопишин                  | Трамплін, 1 метр             | 377.30    | 17     | Завершив виступ | Завершив виступ |
| Микита Кривопишин                  | Вишка, 10 метрів             | 378.25    | 15     | Завершив виступ | Завершив виступ |
| Віталій Левченко                   | Трамплін, 1 метр             | 334.70    | 25     | Завершив виступ | Завершив виступ |
| Віталій Левченко                   | Трамплін, 3 метри            | 395.60    | 24     | Завершив виступ | Завершив виступ |
| Євген Науменко                     | Вишка, 10 метрів             | 411.20    | 9 Q    | 366.75          | 12              |
| Микита Руденко                     | Трамплін, 3 метри            | 425.40    | 20     | Завершив виступ | Завершив виступ |
| Микита Кривопишин Віталій Левченко | Синхронний трамплін, 3 метри | —         | —      | 255.78          | 7               |

| Спортсмени                      | Змагання                     | Відбір    | Відбір | Фінал            | Місце            |
| Спортсмени                      | Змагання                     | Результат | Місце  | Результат        | Місце            |
| ------------------------------- | ---------------------------- | --------- | ------ | ---------------- | ---------------- |
| Магарита Джусова                | Трамплін, 1 метр             | 314.25    | 22     | Завершила виступ | Завершила виступ |
| Магарита Джусова                | Трампілін, 3 метри           | 353.85    | 13     | Завершила виступ | Завершила виступ |
| Валерія Люлько                  | Вишка, 10 метрів             | 315.00    | 13     | Завершила виступ | Завершила виступ |
| Діана Шелестюк                  | Трамплін, 1 метр             | 359.70    | 10 Q   | 388.45           | 3                |
| Діана Шелестюк                  | Трампілін, 3 метри           | 409.60    | 6 Q    | 405.75           | 6                |
| Влада Таценко                   | Вишка, 10 метрів             | 338.85    | 10Q    | 343.15           | 7                |
| Діана Шелестюк Магарита Джусова | Синхронний трамплін, 3 метри | —         | —      | 264.87           | 3                |

## Тріатлон
Спортсменів — 6
| Спортсмен             | Дисципліна | Плавання, 1,5 км | Перехід 1 | Велосипед, 40 км | Перехід 2 | Біг, 10 км | Час     | Місце |
| --------------------- | ---------- | ---------------- | --------- | ---------------- | --------- | ---------- | ------- | ----- |
| Іван Іванов           | Чоловіки   | 19:31            | 0:44      | 58:06            | 0:26      | 35:10      | 1:53:31 | 28    |
| Єгор Мартиненко       | Чоловіки   | 19:28            | 0:46      | 58:23            | 0:25      | 32:55      | 1:50:11 | 10    |
| Олексій Сюткін        | Чоловіки   | 19:19            | 0:49      | 58:35            | 0:27      | 32:37      | 1:50:58 | 15    |
| Юлія Єлістратова      | Жінки      | 21:35            | 0:50      | 1:05:28          | 0:32      | 35:46      | 2:03:11 | 4     |
| Інна Рижих            | Жінки      | 20:43            | 0:49      | 1:07:53          | 0:28      | 38:07      | 2:06:34 | 19    |
| Олександра Степаненко | Жінки      | 21:35            | 0:52      | 1:06:01          | 0:30      | 40:05      | 2:08:33 | 26    |